# Liste der denkmalgeschützten Objekte in Leithaprodersdorf
Die Liste der denkmalgeschützten Objekte in Leithaprodersdorf enthält die 12 denkmalgeschützten, unbeweglichen Objekte der burgenländischen Gemeinde Leithaprodersdorf.

## Denkmäler
| Foto |                 | Denkmal                                                                               | Standort                                                 | Beschreibung | Metadaten |
| ---- | --------------- | ------------------------------------------------------------------------------------- | -------------------------------------------------------- | --- | --- |
| ja   | Datei hochladen | Bildstock, Raaberkreuz HERIS-ID: 29157 Objekt-ID: 25790                               | bei Auweg 5 Standort KG: Leithaprodersdorf               | Ein Tabernakelpfeiler am Auweg mit der Inschrift Ruefft Gott in allen nötten an 1595; im Kontext der Raaberkreuze zu sehen, der auf Wunsch Kaiser Rudolfs II. an die Befreiung von Raab (Győr) aus der Hand der Osmanen im Jahre 1598 errichtete Denkmäler. | BDA-Hist.: Q37924553 Status: § 2a Stand der BDA-Liste: 2025-06-30 Name: Bildstock, Raaberkreuz GstNr.: 169/1                                               |
| ja   | Datei hochladen | Friedhofsmauer mit Grabsteinen HERIS-ID: 62491 Objekt-ID: 75046                       | bei Friedhofweg 99 Standort KG: Leithaprodersdorf        | An der Innenseite der nördlichen, östlichen und südlichen Friedhofsmauer sind Grabsteine aus dem 17. und 18. Jahrhundert eingelassen. | BDA-Hist.: Q38100001 Status: § 2a Stand der BDA-Liste: 2025-06-30 Name: Friedhofsmauer mit Grabsteinen GstNr.: 900                                         |
| ja   | Datei hochladen | Kirchenruine, „Pfefferbüchsel“ HERIS-ID: 29154 Objekt-ID: 25787                       | bei Friedhofweg 99 Standort KG: Leithaprodersdorf        | Eine ehemalige dreischiffige, mittelalterliche Pfarrkirche mit romanischer Halbkreisapsis, die im Zuge der Türkenkriege 1683 zerstört wurde. 1907 wurden die Reste restauriert und eine Kapelle darin eingerichtet.                                         | BDA-Hist.: Q37924513 Status: § 2a Stand der BDA-Liste: 2025-06-30 Name: Kirchenruine, „Pfefferbüchsel“ GstNr.: 900 Bergkirche Leithaprodersdorf            |
| ja   | Datei hochladen | Wohnhaus, ehem. Schule bzw. ehem. Gendarmeriegebäude HERIS-ID: 29155 Objekt-ID: 25788 | Hauptplatz 6 Standort KG: Leithaprodersdorf              | | BDA-Hist.: Q37924527 Status: Bescheid Stand der BDA-Liste: 2025-06-30 Name: Wohnhaus, ehem. Schule bzw. ehem. Gendarmeriegebäude GstNr.: 243               |
| ja   | Datei hochladen | Kath. Pfarrkirche, hl. Maria Magdalena HERIS-ID: 29151 Objekt-ID: 25783               | Hauptplatz 99 Standort KG: Leithaprodersdorf             | Ein Neubau aus dem Jahr 1680 anstelle einer ehemaligen Kapelle. Im Zuge der Türkenkriege 1683 gebrandschatzt und 1696 erneuert. | BDA-Hist.: Q22205350 Status: § 2a Stand der BDA-Liste: 2025-06-30 Name: Kath. Pfarrkirche, hl. Maria Magdalena GstNr.: 245 Parish church Leithaprodersdorf |
| ja   | Datei hochladen | Pfarrhof HERIS-ID: 29156 Objekt-ID: 25789                                             | Hauptstraße 19 Standort KG: Leithaprodersdorf            | Ein Bauwerk mit einem Portal mit Volutenrahmen, einer Gedenktafel mit der Bauinschrift 1718 und einer Loretto-Madonna-Steinstatue aus dem 17. Jahrhundert.                                                                                                  | BDA-Hist.: Q37924539 Status: § 2a Stand der BDA-Liste: 2025-06-30 Name: Pfarrhof GstNr.: 27                                                                |
| ja   | Datei hochladen | Gnadenstuhl HERIS-ID: 29163 Objekt-ID: 25796                                          | vor Hauptstraße 29 Standort KG: Leithaprodersdorf        | | BDA-Hist.: Q37924593 Status: § 2a Stand der BDA-Liste: 2025-06-30 Name: Gnadenstuhl GstNr.: 138/6 Gnadenstuhl Leithaprodersdorf                            |
| ja   | Datei hochladen | Bildstock, Kreuzpfeiler HERIS-ID: 29160 Objekt-ID: 25793                              | Lorettostraße Standort KG: Leithaprodersdorf             | Ein Tabernakelpfeiler mit Nischenrelief. | BDA-Hist.: Q37924568 Status: § 2a Stand der BDA-Liste: 2025-06-30 Name: Bildstock, Kreuzpfeiler GstNr.: 7029/2                                             |
| ja   | Datei hochladen | Bildstock, Kreuzpfeiler HERIS-ID: 29161 Objekt-ID: 25794                              | Lorettostraße Standort KG: Leithaprodersdorf             | Ein Steinpfeiler mit Dreipasskreuz und verwitterten Reliefs aus der zweiten Hälfte des 17. Jahrhunderts an der Straße nach Loretto. | BDA-Hist.: Q37924582 Status: § 2a Stand der BDA-Liste: 2025-06-30 Name: Bildstock, Kreuzpfeiler GstNr.: 6944                                               |
| ja   | Datei hochladen | Hausberg Gschlössl HERIS-ID: 29165 Objekt-ID: 25798                                   | Lorettostraße 2 Standort KG: Leithaprodersdorf           | Eine ehemalige mittelalterliche Wehranlage, bei der das Wall-Graben-System noch heute sichtbar ist. | BDA-Hist.: Q37924605 Status: Bescheid Stand der BDA-Liste: 2025-06-30 Name: Hausberg Gschlössl GstNr.: 6554                                                |
| ja   | Datei hochladen | Mariensäule, sog. „Ratschenkreuz“ HERIS-ID: 113249 Objekt-ID: 131527seit 2019         | bei Untere Hauptstraße 43 Standort KG: Leithaprodersdorf | | BDA-Hist.: Q105581623 Status: Bescheid Stand der BDA-Liste: 2025-06-30 Name: Mariensäule, sog. „Ratschenkreuz“ GstNr.: 97                                  |
| ja   | Datei hochladen | Kapelle Hl. Dreifaltigkeit HERIS-ID: 57197 Objekt-ID: 67013seit 2017                  | Standort KG: Leithaprodersdorf                           | Die Kapelle wurde nach 1683 zur Erinnerung an die Türken- und Kuruzzenkriege errichtet und weist erst bei der Renovierung 2018/19 wiederentdeckte barocke Dekormalerei auf.                                                                                 | BDA-Hist.: Q38075110 Status: Bescheid Stand der BDA-Liste: 2025-06-30 Name: Kapelle Hl. Dreifaltigkeit GstNr.: 4575/1                                      |